# جون آيرلادند (لاعب كرة مضرب)
جون آيرلادند (بالإنجليزية: Jon Ireland)‏ هو لاعب كرة مضرب أسترالي، ولد في 26 سبتمبر 1967 في سيدني في أستراليا.

## وصلات خارجية
- جون آيرلادند على موقع رابطة محترفي التنس (الإنجليزية)
- جون آيرلادند على موقع الاتحاد الدولي لكرة المضرب (الإنجليزية)
- جون آيرلادند على موقع خلاصة التنس.كوم (الإنجليزية)